# Triaenodes columbicus
Triaenodes columbicus är en nattsländeart som beskrevs av Georg Ulmer 1909. Triaenodes columbicus ingår i släktet Triaenodes och familjen långhornssländor. Inga underarter finns listade i Catalogue of Life.